# Галиулина, Луиза
Луиза Галиулина (узб. Luiza Galiulina; род. 23 июня 1992, Ташкент) — узбекская гимнастка, член сборной Узбекистана. Участница летних Олимпийских игр 2008 года и чемпионатов мира, призёр Азиатских игр и этапов Кубка мира по спортивной гимнастике.

## Карьера
В 2005 году на Чемпионате Азии по гимнастике в Доха (Катар) в командном многоборье завоевала бронзовую медаль.
В 2008 году на Летних Олимпийских играх в Пекине (Китай) в квалификации индивидуального многоборья набрала в сумме 52,075 очков, но этого не хватило чтобы пройти в финальную часть соревнования и Луиза заняла лишь 59-е место. В 2009 году на Чемпионате мира по спортивной гимнастике в Лондоне (Великобритания) не смог пройти квалификацию.
В 2010 году на Летних Азиатских играх в Гуанчжоу (Китай) в командных упражнениях завоевала бронзовую медаль. Помимо этого в упражнениях на бревне получила оценку 14,350 очков, что хватило для бронзовой медаль игр. На Чемпионате мира по спортивной гимнастике в Роттердаме (Нидерланды) не смог пройти в финальную часть турнира. В 2011 году снова на Чемпионате мира не смогла преодолеть квалификацию. На этапе Кубка мира по спортивной гимнастике в Гент (Бельгия) в упражнениях на бревне завоевала бронзовую медаль.
В 2012 году на этапе Кубка мира по гимнастике в Котбус (Германия) завоевала серебряную медаль в упражнениях на бревне. На международном турнире по спортивной гимнастике «25 GYM Festival» в Трнава (Словакия) завоевала золотую медаль в упражнения на бревне и бронзовую в многоборье. На Летних Олимпийских играх в Лондоне (Великобритания) за два дня до открытия игр была дисквалифицирована, так как допинг проба показала наличие запрещённого препарата фуросемида, а также Луиза отстранялась от всех соревнований на полгода начиная с 1 августа 2012 года. В декабре Всемирное антидопинговое агентство оспорило это решение и дисквалифицировало Луизу на два года.